# لوسيل بنسون
لوسيل بنسون (بالإنجليزية: Lucille Benson)‏ هي ممثلة أمريكية، ولدت في 17 يوليو 1914 بسكوتسبورو في الولايات المتحدة، وتوفيت بنفس المكان في 17 فبراير 1984 بسبب سرطان الكبد.

## وصلات خارجية
- لوسيل بنسون على موقع IMDb (الإنجليزية)
- لوسيل بنسون على موقع أول موفي (الإنجليزية)
- لوسيل بنسون على موقع قاعدة بيانات برودواي على الإنترنت (الإنجليزية)
- لوسيل بنسون على موقع قاعدة بيانات الفيلم (الإنجليزية)